# Рекиан
Рекиан (порт. Requião)  —  населённый пункт и район в Португалии,  входит в округ Брага. Является составной частью муниципалитета  Вила-Нова-де-Фамаликан. Находится в составе крупной городской агломерации Большое Минью. По старому административному делению входил в провинцию Минью. Входит в экономико-статистический  субрегион Аве, который входит в Северный регион. Население составляет 3034 человека на 2001 год. Занимает площадь 8,20 км².
Покровителем района считается Иисус Христос (порт. Sº Silvestre).